# جوزيبي بوناميشي
جوزيبي بوناميشي (بالإيطالية: Giuseppe Buonamici؛ 19 فبراير 1846 – 18 مارس 1914) كان مؤلفًا موسيقيًا وعازف بيانو وعالم موسيقى إيطالي.

## المسيرة الفنية
اشتهر بوناميشي في أواخر القرن التاسع عشر وأوائل القرن العشرين كعازف بيانو بارع ومؤلف موسيقي يتمتع بحس كلاسيكي دقيق. وقدّم حفلات موسيقية في العديد من المدن الأوروبية، نالت إعجاب النقاد والجمهور.
كما كان له دور بارز في مجال الدراسات الموسيقية، حيث ساهم بكتابات وتحليلات موسيقية عزّزت من فهم النظريات الموسيقية الكلاسيكية، ويُعتبر أحد الشخصيات المؤثرة في البيئة الموسيقية الإيطالية في تلك الحقبة.

## الوفاة
توفي جوزيبي بوناميشي في 18 مارس 1914 عن عمر ناهز 68 عامًا، بعد مسيرة حافلة بالعطاء الموسيقي والأكاديمي.